# Haptanthaceae
Haptanthaceae từng là danh pháp khoa học của một họ đơn loài trong thực vật hạt kín, với chi duy nhất có danh pháp Haptanthus và loài duy nhất có danh pháp Haptanthus hazlettii, một loại cây bụi chỉ sống trong khu vực khoảng 5 km về phía đông nam Matarras, Arizona, Atlántida ở Honduras.
Haptanthus được A. B. Shipunov đặt vào họ của chính nó là Haptanthaceae C. Nelson vào năm 2003, trong bộ Violales, gần với Salicaceae và Lacistemataceae, nhưng nó từng được APG và một vài tác giả khác (bao gồm cả Goldberg) coi là thuộc về số các chi có vị trí không chắc chắn (incertae sedis) (Stevens P. F., Angiosperm Phylogeny Website, 2001 trở đi) vì thiếu dữ liệu: quả và hạt của nó hiện tại vẫn chưa được biết. Haston et al. 2007 (hay LAPG II) công nhận đơn vị phân loại này (Haptanthaceae).
Goldberg (từ Viện Smithsonian) lại thích không gán nó vào họ nào, sau khi so sánh nó với 8 họ tương tự khác, những họ có lẽ đúng nhất là Flacourtiaceae và Euphorbiaceae. Haptanthus là một điều bí ẩn phân loại thật sự. Doust lưu ý tới sự tương tự của nó với họ Buxaceae và cân nhắc nhưng không chấp nhận đưa vào một loạt họ khác nhau, và cuối cùng là bỏ lửng nó không đặt vào đâu. Các cố gắng lập trình tự DNA từ một mẫu đã biết cũng đã thất bại. Hệ thống APG III năm 2009 công nhận họ Haptanthaceae, đặt nó trong bộ Buxales, cùng với Buxaceae.
Có khoảng 5 cố gắng được thực hiện để tái thu thập mẫu vật từ Haptanthus nhưng đều đã thất bại. Cho tới trước ngày 23-4-2010 người ta không rõ là Haptanthus đã tuyệt chủng hay chưa; do khu vực mà ban đầu người ta thu được mẫu vật hiện nay chủ yếu chỉ có loài cỏ di thực là Megathyrsus maximus sinh sống, nhưng hiện tại người ta đã thu được mẫu cây còn sống. Mối quan hệ gần với Buxaceae được xác nhận năm 2011 khi DNA thu được từ mẫu vật mới thu thập. Phát sinh chủng loài phân tử chỉ ra rằng Haptanthus nằm bên trong họ Buxaceae chứ không phải trong họ riêng của chính nó.

## Đặc điểm
Miêu tả dưới đây lấy theo Shipunov:
Cây gỗ nhỏ (khoảng 5 m), có thân cây nhẵn màu xám với các đốm sẫm màu (đường kính khoảng 5–10 cm), bắt đầu phân cành ở chiều cao khoảng 0,5 m từ mặt đất. Tán lá không cân đối, các cành trên ngọn dài, che phủ bởi lá tới sát gốc cành; các cành không cân đối, một phần các cành có sự phát triển đơn trục của năm đó. Các lá già mọc đối, cuống ngắn, phiến lá cong xuống khoảng 45 độ, hơi cong ở đỉnh lá, chuyển thành phần nhọn mũi (khoảng 1 cm), với 4-7 cặp gân thứ cấp thắt lại thành vòng uốn cong khoảng 5 mm từ rìa lá. Các lá già sáng bóng ở mặt trên, màu xanh lục sẫm, với các mảng màu trắng bạc không cân đối (có đường kính tới 5 mm). Mặt dưới xanh lục nhạt, với gân lá rung tâm lõm xuống và các gân thứ cấp hơi lồi lên; ở mặt trên của lá các gân này lõm lòng chảo. Rìa lá uốn sóng, không khía, gần như nguyên. 
Các cụm hoa phát triển trong các lõm gian thùy của các lá già tại đầu các cành cao nhất, được chiếu sáng nhiều hơn. Các cành thấp hơn (thường trong bóng râm) không ra hoa. Một vài cành cao, đặc biệt là các phần non, cũng không ra hoa. Sinh sống trên sườn núi tây nam rất dốc (50 độ).